# Đài tưởng niệm Josef Jungmann

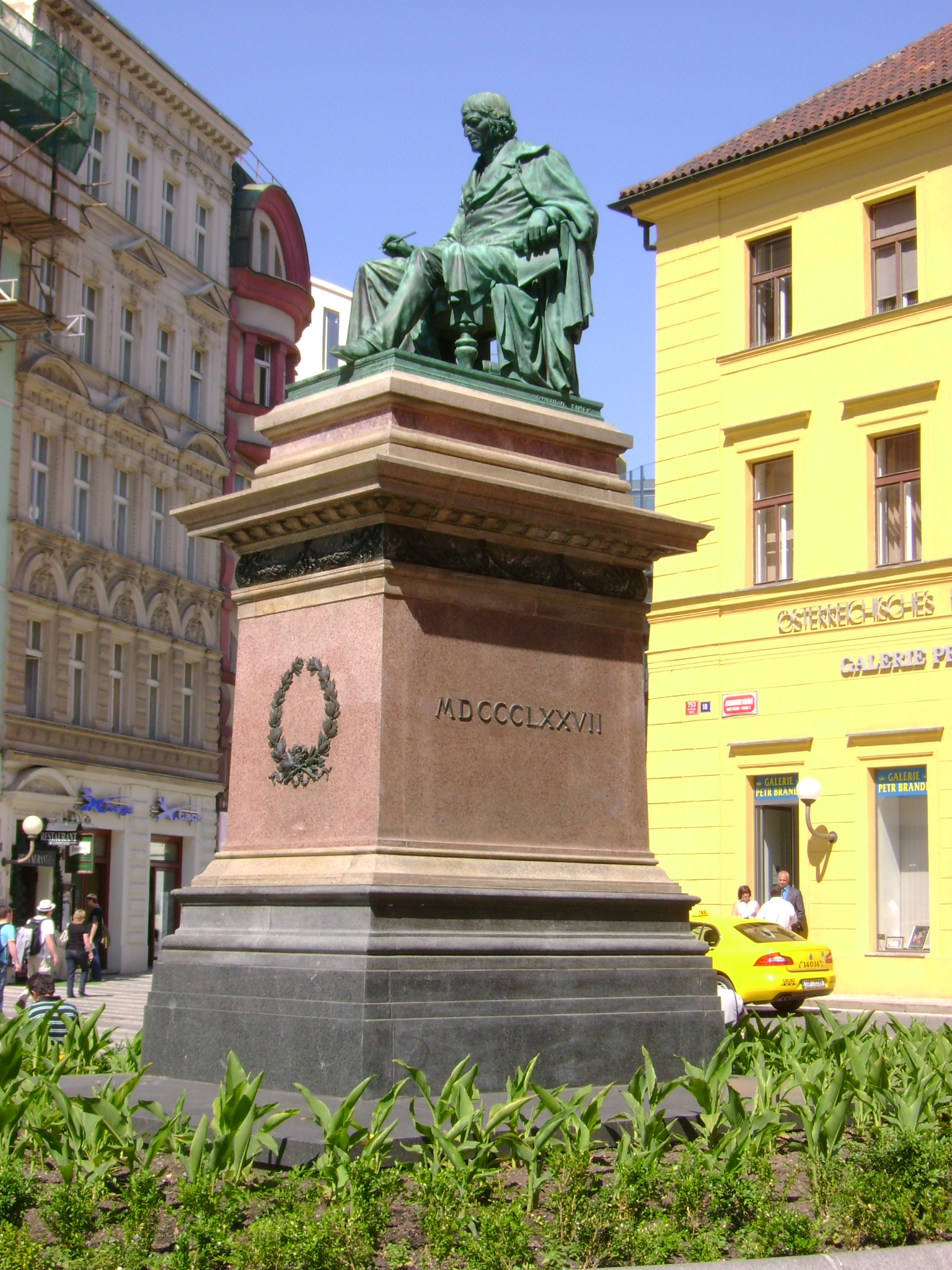
Đài tưởng niệm Josef Jungmann (2011)

Đài tưởng niệm Josef Jungmann (tiếng Séc: Pomník Josefa Jungmanna) là một tượng đài nổi bật ở quảng trường Jungmann, trung tâm của Praha, Cộng hòa Séc. Tượng đài này có tên trong danh sách các di tích văn hóa của Cộng hòa Séc.

## Mô tả
Đài tưởng niệm này khắc họa hình ảnh nhà ngôn ngữ học hàng đầu người Séc - Josef Jungmann (1773 - 1847). Bức tượng được làm bằng chất liệu đồng mô tả vị học giả Josef Jungmann đang ngồi trên ghế, đầu hơi cúi và chân trái duỗi về phía trước. Tay trái đang tựa trên lưng ghế và cầm một cuộn giấy. Tay phải đặt trên đầu gối đang cầm một cây bút lông. Phần bệ tượng đài cao 4 mét được xây bằng đá syenit, đá cẩm thạch và đá granit.

## Lịch sử
Tác giả của bức tượng là nhà điêu khắc Ludvík Šimek (1837–1886). Tác giả thiết kế phần bệ tượng đài là kiến trúc sư Antonín Viktor Barvitius (1823–1901). Đài tưởng niệm Josef Jungmann được khánh thành vào ngày 15 tháng 5 năm 1878 trước sự chứng kiến của hàng nghìn người dân. Nhân dịp khánh thành, khu đất xung quanh đài tưởng niệm này được đổi tên thành quảng trường Jungmann.